# JCI (стандарты)
JCI — серия универсальных стандартов качества услуг, оказываемых в медицинской деятельности. Аккредитация по этим стандартам означает «высший уровень» качества здравоохранения.
Стандарты серии начали разрабатываться в США в 1995 году компанией Joint Commission International (JCI), которая вела разработку единого стандарта качества для медицинских учреждений. Ранее на территории США действовал стандарт Hospital Standardizations, который в 1950-х годах и был оформлен в вышеназванную компанию-разработчик стандарта, который был бы применим для работы во всех странах мира.
С 1998 года в США идет активная работа по внедрению стандарта JCI, на данный момент по нему работает около 20 000 медицинских учреждений в стране.

## Получение JCI-аккредитации
Фактически, это является добровольным пожеланием самого медицинского учреждения.
В заявительном порядке, оно создает команду по внедрению стандарта, обеспечивает соответствие своих процедур принятым стандартам, после что приглашает аудиторов Joint Commission International для проведения проверки, по результатам которой присваивается аккредитация, сроком на три года.
На конец 2020 года, в Российской Федерации имеется два учреждения, которые имеют аккредитацию по данному стандарту.

### Принципы аккредитации JCI
Программы аккредитации постоянно обновляются и пересматриваются особой рабочей группой. Получение аккредитации тесно связано с культурными и религиозными особенностями страны, с учётом которых стандарт имеет широкие границы изменчивости.
Базовые параметры оценки учреждения включают в себя:
- качество оказываемых медицинских услуг и его стабильность;
- безопасность их для пациентов и персонала учреждения;
- работу над качеством для компании в постоянном режиме.

Несмотря на достаточную новизну стандарта, в России ведется подготовка в прохождению аккредитации и существуют руководства для внедрения стандарта, разработанные экспертами в данной области.
Стандарты JCI разделены на виды деятельности:
- JCI для учреждений, оказывающих амбулаторную помощь;
- JCI для стационаров;
- JCI для оказания медицинской помощи на дому;
- JCI для оказания первичной медицинской помощи;
- JCI для медицинских лабораторий;
- JCI для транспортировки пациентов;
- JCI для долгосрочной медицинской помощи;
- JCI для отдельных программ медицинской помощи при узких заболеваниях.

### Значение аккредитации по JCI для учреждений
Получение данного стандарта позволяет решать несколько задач для медицинских учреждений. Во-первых, качественные стандарты улучшают работу с пациентами и повышают лояльность как клиентов учреждения, так и персонала. Во-вторых, это подтверждает высокие стандарты обслуживания, что улучшает маркетинговые показатели учреждения. Со стороны руководства получение аккредитации — важный момент в менеджменте, когда руководитель компании смотрит на бизнес с позиций «клиента», а не собственника и лидера, что зачастую открывает для него новые грани и недоработки его структуры.